# Margelana versicolor
Margelana versicolor är en fjärilsart som beskrevs av Otto Staudinger 1888. Margelana versicolor ingår i släktet Margelana och familjen nattflyn. Inga underarter finns listade i Catalogue of Life.